# Шубина, Нина Павловна
Нина Павловна Шубина (род. июль 1937) — российская непрофессиональная актриса. Снялась в главной роли в фильме «Бабуся».

## Биография
Родилась в июле 1937 года селе Хмелевое (Шмелевое) Коношского района Архангельской области. Позже переехала в посёлок Подюга того же района.
Вышла замуж в 19 лет. Имеет семерых детей.
В 2003 году режиссёр Лидия Боброва пригласила Нину Шубину на главную роль бабы Тоси в фильме «Бабуся». Сначала актриса отказалась, но потом согласилась. Фильм снимался в Коношском районе.
Шубину пригласили на кинофестиваль «Сияние Арктики» в 2005 году в Швеции. Получила специальный приз кинофестиваля в Копенгагене (Дания) — Золотой лебедь.

## Фильмография
- 2003 — Бабуся — баба Тося/бабуся